# Евровизия 1970
Евровизия 1970 е 15-ото ежегодно издание на едноименния песенен конкурс. Тъй като през 1969 г. побеждават едновременно 4 държави, организаторите от Европейския съюз за радио и телевизия (ЕСРТ) теглят жребий коя от четирите държави да е домакин на това издание. Късметът се пада на Нидерландия.

## История
Специалистите сочат оформлението на сцената на „Евровизия“ през 1970 г. от нидерландеца Роланд де Гроот като еталон за дизайн – декорът се състои от няколко хоризонтални панели и сфери, които се движат нагоре-надолу. А накрая, докато победителят изпълнява своята песен, зад гърба му се появява огромното лого на това издание, в което различните цветове светят. Самият конкурс се провежда на 21 март в Конгресен център РАИ в Амстердам. Той остава в историята с най-краткото му откриване. Водещата Вили Доб се задоволява само да отправи приветствие на френски, английски и нидерландски, което трае точно 24 секунди. Тя се появява отново чак в края на шоуто, за да приеме вота на журитата. Това участие също е кратко, заради малкия брой участници. Четири телевизии му обявяват бойкот, с което бройката е сведена до 12 – най-малката от 1960 г. За първи път организаторите решават всяка песен да е предшествана от видеокартичка, заснета в родната държава на изпълнителя. Въпреки старанието на домакините обаче над „Евровизия“ надвисва заплахата да загуби ореола си на най-голямото шоу на континента. Това принуждава организаторите да променят някои точки в регламента на провеждането му. Все пак в това издание се включват двама знакови за следващите десетилетия изпълнители – Хулио Иглесиас, заел 4-то място, и Джани Моранди, класиран едва осми. Люксембург, който обикновено винаги се класира добре, този път получава нула точки. Великобритания се представя с певицата от Уелс Мери Хопкин. Ирландия изпраща изпълнителка от друга държава – макар и ирландка по националност, Дана е от Северна Ирландия, която политически е част от Великобритания. Но такава размяна на изпълнители е вече традиция на „Евровизия“ – френскоезичните държави често си заемат певци, а Монако и Люксембург си избират представители от други страни.
Макар и да побеждава ирландската песен „All Kinds of Everything“, големият хит на това издание е всъщност британската „Knock, Knock (Who's There?)“. Излъчването на фестивала и по Българската телевизия я прави популярна също и в България, а Мими Иванова и оркестър „София“, на който тогава е солистка, записват нейна версия на български език.

## Бойкот
Телевизиите на Португалия и на трите скандинавски държави – Норвегия, Финландия и Швеция, обявяват бойкот на „Евровизия“. Те заявяват, че не са съгласни със системата на гласуване, при която всеки член на журито има по един глас. Техният мотив е, че това често води до положение, когато журито в една държава дава всичките си точки на само една, две или три песни и ощетява останалите. Четирите телевизии заявяват и че не са удовлетворени от резултатите от вота през 1969 г.

## Промени в правилата
Победата едновременно на четири песни през 1969 г. кара организаторите да коригират системата за определяне на победител. Промените предвиждат, че ако накрая няколко изпълнители получат еднакъв брой точки, ще представят песните си отново. След това всички останали журита, без тези в страните на оспорващите победата изпълнители, ще гласуват повторно. Ако и тогава две или повече песни получат равен резултат, те вече се обявяват за победители.

## Резултати
| №  | Страна         | Език         | Изпълнител/и               | Песен                         | Превод                                | Точки | Място |
| -- | -------------- | ------------ | -------------------------- | ----------------------------- | ------------------------------------- | ----- | ----- |
| 01 | Нидерландия    | нидерландски | Патрисия и „Хъртс ъф соул“ | „Waterman“                    | „Водолей“                             | 7     | 7     |
| 02 | Швейцария      | френски      | Анри Де                    | „Retour“                      | „Завръщане“                           | 8     | 4     |
| 03 | Италия         | италиански   | Джани Моранди              | „Occhi di ragazza“            | „Очи на момиче“                       | 5     | 8     |
| 04 | Югославия      | словенски    | Ева Сършен                 | „Pridi, dala ti bom cvet“     | „Ела, ще ти дам цвете“                | 4     | 11    |
| 05 | Белгия         | френски      | Жан Вале                   | „Viens l’oublier“             | „Ела, за да забравиш за него“         | 5     | 8     |
| 06 | Франция        | френски      | Ги Боне                    | „Marie Blanche“               | „Мари Блонш“                          | 8     | 4     |
| 07 | Великобритания | английски    | Мери Хопкин                | „Knock, knock (Who’s there?)“ | „Чук-чук (Кой е тук?)“                | 26    | 2     |
| 08 | Люксембург     | френски      | Давид Александър Винтер    | „Je suis tombé du ciel“       | „Паднах от небето“                    | 0     | 12    |
| 09 | Испания        | испански     | Хулио Иглесиас             | „Gwendolyne“                  | „Гвендолин“                           | 8     | 4     |
| 10 | Монако         | френски      | Доминик Дюсо               | „Marlène“                     | „Марлен“                              | 5     | 8     |
| 11 | Германия       | немски       | Катя Ебщайн                | „Wunder gibt es immer wieder“ | „Чудесата се случват отново и отново“ | 12    | 3     |
| 12 | Ирландия       | английски    | Дана                       | „All kinds of everything“     | „Всичко наоколо“                      | 32    | 1     |

## Гласуване
|                   |                | Гласуваща страна |   |   |   |   |   |   |   |   |   |   |   |   |
| Точки             |                |                  |   |   |   |   |   |   |   |   |   |   |   |   |
| Получаваща страна | Нидерландия    | 7                |   |   | 3 | 3 |   |   | 1 |   |   |   |   |   |
| Получаваща страна | Швейцария      | 8                | 2 |   |   |   |   | 2 | 1 |   |   |   | 2 | 1 |
| Получаваща страна | Италия         | 5                |   |   |   | 1 |   |   |   |   | 2 |   | 2 |   |
| Получаваща страна | Югославия      | 4                |   |   |   |   |   |   | 4 |   |   |   |   |   |
| Получаваща страна | Белгия         | 5                |   |   |   |   |   | 3 |   | 1 |   |   |   | 1 |
| Получаваща страна | Франция        | 8                |   |   | 1 | 2 |   |   |   |   |   | 2 |   | 3 |
| Получаваща страна | Великобритания | 26               | 3 | 2 | 2 | 4 |   | 2 |   | 2 |   | 4 | 4 | 3 |
| Получаваща страна | Люксембург     | 0                |   |   |   |   |   |   |   |   |   |   |   |   |
| Получаваща страна | Испания        | 8                |   |   | 3 |   |   |   |   | 2 |   | 3 |   |   |
| Получаваща страна | Монако         | 5                |   | 1 |   |   | 1 | 2 |   |   | 1 |   |   |   |
| Получаваща страна | Германия       | 12               |   | 1 | 1 |   |   |   |   | 3 | 4 | 1 |   | 2 |
| Получаваща страна | Ирландия       | 32               | 5 | 6 |   |   | 9 | 1 | 4 | 2 | 3 |   | 2 |   |

## Галерия
- Конгресен център „РАИ“
- Дана
- Нидерландската победителка от 1969 г. Лени Кюр връчва плакета на Дана
- Целувки за Дана от мама и баба
- Патрисия и сестрите ѝ от „Хъртс ъф соул“
- Давид Александър Винтер
- Катя Ебщайн
- Мери Хопкин
- Джани Моранди
- Анри Де
- Хулио Иглесиас
- Жан Вале
- Ги Боне
- Ева Сършен
- Доминик Дюсо
- Дана на фона на логото на „Евровизия“ през 1970 г.